# Prințesa Cecilia a Suediei (1807-1844)
Cecilia a Suediei (22 iunie 1807 – 27 ianuarie 1844) a fost compozitoare, prințesă suedeză prin naștere și Mare Ducesă de Oldenburg prin căsătorie. A fost fiica regelui Gustav al IV-lea al Suediei și a reginei Frederica de Baden.

## Biografie

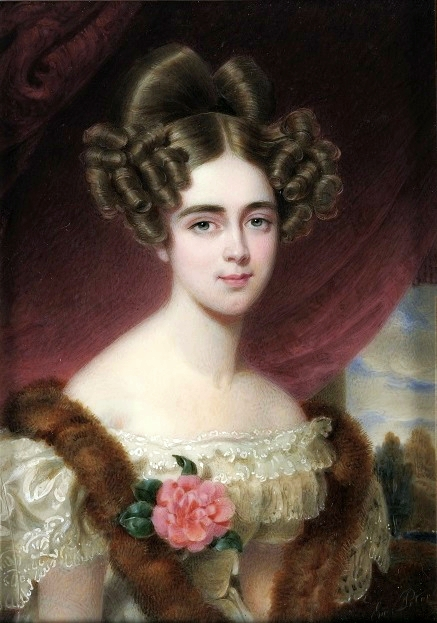
Prințesa Cecilia

Cel mai mic din cei patru copii, Cecilia a părăsit Suedia în 1810 cu familia, după ce tatăl ei, regele Gustav al IV-lea al Suediei, a fost detronat în 1809. A fost crescută în țara natală a mamei ei, Marele Ducat de Baden (Germania). După divorțul părinților din 1812, ea a fost crescută în principal de bunica maternă Amalia de Hesse-Darmstadt, la Bruchsal.
L-a întâlnit pe Augustus, Mare Duce de Oldenburg în 1830, și după o oră de conversații, s-a decis căsătoria. Ea a mers cu fratele ei la Viena, unde nunta a avut loc la 5 mai 1831, în prezența împăratului Francisc I al Austriei.
Cecilia a fost interesată de cultură. Ca Mare Ducesă de Oldenburg ea a compus melodia imnului pentru Oldenburg. Mai târziu imnul la care s-au adăugat versurile scrise de Theodor von Kobbe a fost numit ‘Heil dir, o Oldenburg’. În 1822, Cecilia a fondat primul teatru din oraș, astăzi  Oldenburgisches Staatstheater. A fost cunoscută pentru apropierea față de populația din Oldenburg, unde a trăit o viață limitată la cercurile de la curte.  Un pod, o piață și un drum sunt numite după ea, precum și o școală. În onoarea regretatei Cecilia, localitatea Cäciliengroden situată în apropiere de Wilhelmshaven a fost numită după ea.
Cecilia a murit la vârsta de 36 de ani de febră puerperală, la câteva zile după ce a dat naștere celui de-al treilea copil, Elimar. A fost înmormântată la mausoleul ducal din Oldenburg. Sora ei, Amalia Maria Charlotta, a fost de asemenea, înmormântată acolo.

### Căsătorie și copii
S-a căsătorit cu Augustus, Mare Duce de Oldenburg (1783–1853) la 5 mai 1831 la Viena. Ambii erau membri ai Casei de Holstein-Gottorp și descendenți ai lui Christian August de Holstein-Gottorp, Prinț de Eutin, erau veri îndepărtați. Pentru Augustus a fost al treilea mariaj. Împreună au avut trei fii:
- Alexander Friedrich Gustav (16 iunie 1834 – 6 iunie 1835)
- Nikolaus Friedrich August (15 februarie 1836 – 30 aprilie 1837)
- Anton Günther Friedrich Elimar (23 ianuarie 1844 – 17 octombrie 1895)